# Mike Elizondo
Mike Elizondo (Los Angeles, 22 ottobre 1972) è un produttore discografico, bassista e tastierista statunitense.

## Carriera Musicale
Mike Elizondo è maggiormente conosciuto per la sua collaborazione con Dr. Dre e Eminem. Ha suonato il basso in molte produzioni targate Dr. Dre ed è co-scrittore di alcuni dei successi di Eminem, oltre che del celebre brano In da Club di 50 Cent. Mike ha collaborato con numerosi altri artisti di calibro internazionale della scena Hip Hop (50 Cent, Jay-Z, Snoop Dogg, Busta Rhymes, Nate Dogg).
Ha avuto collaborazioni in diversi generi musicali con molti artisti famosi, ad esempio con i Twenty One Pilots. Nel 2010 ha prodotto Nightmare, album degli Avenged Sevenfold. Ha anche prodotto The Hunter album dei Mastodon. Nel 2021 è produttore dell'album Life by Misadventure di Rag'n'Bone Man e di GLOW ON dei Turnstile.